# Phare de Punta della Guardia
Le phare de Punta della Guardia (en italien : Faro di Punta della Guardia) est un phare actif situé sur Punta della Guardia sur l'île Ponza (Îles Pontines) faisant partie du territoire de la commune de Ponza (Province de Latina), dans la région du Latium en Italie. Il est géré par la Marina Militare.

## Histoire
L'île de Ponza est la plus grande des îles Pontines. Elle est habitée. Un premier phare, mis en service en 1866, était à 226 m au-dessus du niveau de la mer.
Le phare actuel, mis en service en 1886, a été érigé au sud de l'île. Il se sur un rocher géant relié au reste de l'île par un isthme très étroit. Il est entièrement automatisé et alimenté par le réseau électrique.

## Description
Le phare  est une tour octogonale en maçonnerie de 17 m de haut, avec galerie et lanterne, s'élevant d'une maison de gardien de deux étages. Le bâtiment est blanc avec deux bandes rouges et le dôme de la lanterne est gris métallique. Il émet, à une hauteur focale de 112 m, trois brefs éclats blancs de 0.3 seconde sur une période de 30 secondes. Sa portée est de 24 milles nautiques (environ 44 km) pour le feu principal et 10 milles nautiques (environ 19 km) pour le feu de veille. Il possède aussi un feu à occultations secondaire émettant un flash rouge visible jusqu'à 8 milles nautiques (1 km).
Identifiant : ARLHS : ITA-277 ; EF-2278 - Amirauté : E1588 - NGA : 9224 .

## Caractéristiques dufeu maritime
Fréquence : 30 secondes (W-W-W)
- Lumière : 0,3 seconde
- Obscurité : 5,7 secondes
- Lumière : 0,3 seconde
- Obscurité : 5,7 secondes
- Lumière : 0,3 seconde
- Obscurité : 17,7 secondes

|               |
| Îles Pontines |

### Lien connexe
- Liste des phares de l'Italie